# Premio Adolf Grimme

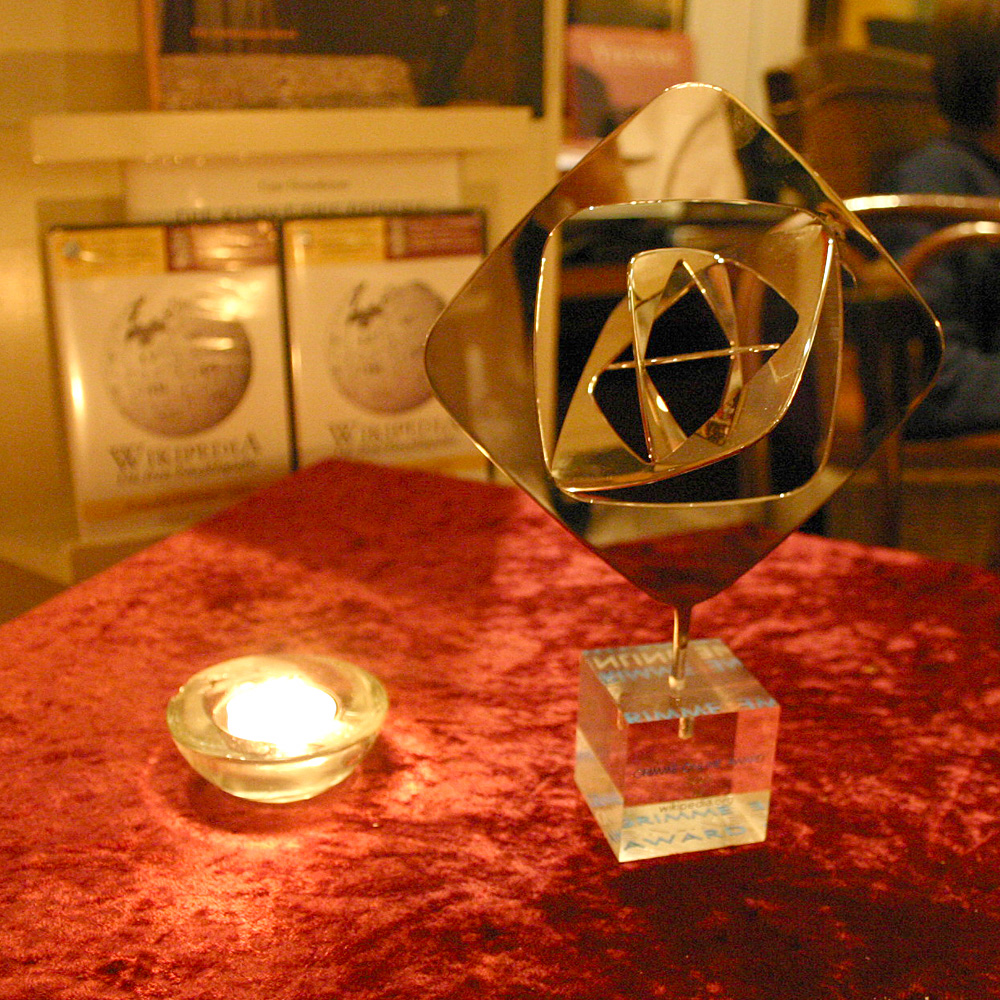
premio

Il premio Adolf Grimme è un premio televisivo tra i più prestigiosi premi per la televisione tedesca, se non il più importante, chiamato anche Oscar della tv tedesca, prende il nome del primo direttore generale di Nordwestdeutscher Rundfunk, Adolf Grimme (1889-1963).
La cerimonia di premiazione si svolge ogni anno al Teatro di Marl ed è organizzata dall'Adolf Grimme Institute.
La cerimonia si tiene dal 1964, il primo vincitore del premio è stato Gern Oelschlegel, ha ricevuto il premio per "congedo straordinario" (in tedesco: "Sonderurlaub"), che parla di una fuga non riuscita dalla DDR. Accanto al premio Grimme, l'Istituto assegna anche il premio Grimme Online e il premio Radio Tedesca.

## Vincitori (dal 2008)

### 2008
Fiction
- Eine andere Liga (ZDF/ARTE)
  - Buket Alakus (Script/Directing)
  - Jan Berger (Script)
  - Karoline Herfurth, Ken Duken, Thierry van Werveke (Acting)
- Eine Stadt wird erpresst (ZDF/ARTE)
  - Dominik Graf (Script/Directing)
  - Rolf Basedow (Script)
  - Alex Fischerkoesen (Camera)
  - Uwe Kockisch (Lead Actor)
- Guten Morgen, Herr Grothe (ARD/WDR)
  - Beate Langmaack (Script)
  - Lars Kraume (Directing)
  - Sebastian Blomberg und Ludwig Trepte (Acting)
  - Nessie Nesslauer (Casting)
- KDD – Kriminaldauerdienst (ZDF)
  - Orkun Ertener (Script)
  - Kathrin Breininger (Production)
  - Manfred Zapatka (stellv. für das Darstellerteam)
- An die Grenze (ZDF/ARTE)
  - Stefan Kolditz (Script)
  - Urs Egger (Directing)
  - Christian Granderath (Production)
  - Jacob Matschenz und Bernadette Heerwagen (Acting)

Intrattenimento
- Dr. Psycho (ProSieben)
  - Ralf Husmann (Headwriter)
  - Ralf Huettner e Richard Huber (Directing)
  - Christian Ulmen (stellv. für das Darstellerteam)
- Fröhliche Weihnachten (Sat.1)
  - Anke Engelke e Bastian Pastewka (Lead Actor)

Informazione e cultura
- Unser täglich Brot (ZDF/3sat/ORF)
  - Nikolaus Geyrhalter (Script/Directing/Camera)
  - Wolfgang Widerhofer (Script/Editing/Dramaturgy)
- Das kurze Leben des José Antonio Gutierrez (ZDF/ARTE)
  - Heidi Specogna (Script/Directing)
- Monks: The Transatlantic Feedback (ZDF/3sat/HR)
  - Dietmar Post und Lucia Palacios (Script/Directing)
- Die Sammlung Prinzhorn — Wahnsinnige Schönheit. (Nach dem Arzt Hans Prinzhorn) (SWR/ZDFdokukanal)
  - Christian Beetz (Script/Directing)
- Luise — eine deutsche Muslima (NDR/WDR/ARTE)
  - Beatrix Schwehm (Script/Directing)

Tributi
- Iris Berben

Premi speciali
- Premio speciale per la cultura del paese NRW
  - Sandra Schießl for directing the animation film Tomte Tummetott und der Fuchs (ZDF)

Premio Audience Marler Gruppe
  - Christian Beetz for script and directing the documentation Die Sammlung Prinzhorn — Wahnsinnige Schönheit (SWR/ZDFdokukanal)

Mercedes-Benz Grant
  - Clemens Schönborn for script and directing the film Der Letzte macht das Licht aus (ZDF)

## Altri vincitori
- Hans Abich (1978)
- Mario Adorf (1994)
- Ernst Arendt (1990)
- Gabriel Barylli (1999)
- Ben Becker (1993, 1995)
- Jurek Becker (1987, 1988)
- Martin Benrath (1999)
- Thomas Bernhard (1972)
- Frank Beyer (1991)
- Alfred Biolek (1983)
- Suzanne von Borsody (1981)
- Friedhelm Brebeck (199?)
- Heinrich Breloer (1981, 1983, 1984, 1988, 1992, 1994, 2002)
- Nadeshda Brennicke (2000)
- Roman Brodmann (1967)
- Vicco von Bülow (1968, 1973)
- Axel Corti (1985, 1987, 1995)
- Gerhard Delling (2000, together with Günter Netzer)
- Renan Demirkan (1990)
- Helmut Dietl (1987, 1988)
- Hoimar von Ditfurth (1968, 1974)
- Olli Dittrich (1995, 2003, 2005)
- Elfie Donnelly (1979)
- Tankred Dorst (1970)
- Ruth Drexel (1989)
- Klaus Emmerich (1984, 1990)
- Anke Engelke (1999, 2003)
- Rainer Werner Fassbinder (1974)
- Herbert Feuerstein (1994)
- Veronica Ferres (2002)
- Helmut Fischer (1990)
- Florian Fitz (1991)
- Veronika Fitz (1990)
- Jürgen Flimm (1991)
- Bruno Ganz (1999)
- Martina Gedeck (1998, 2002)
- Götz George (1989, 1996)
- Franz Xaver Gernstl (1992, 2000)
- Hans-Dieter Grabe (1970, 1985, 1994)
- Herbert Grönemeyer (1988)
- Jörg Gudzuhn (1998)
- Heinz Haber (1965, 1967)
- Peter Hamm (1978)
- Corinna Harfouch (1997)
- Wendelin Haverkamp (1994)
- Elke Heidenreich (1985)
- Gert Heidenreich (1986)
- Jürgen Hentsch (2002)
- Dieter Hildebrandt (1976, 1983, 1986, 2004)
- Hans Hirschmüller (1990)
- Werner Höfer (1967, 1982)
- Jörg Hube (1992, 1993)
- Walter Jens (1984)
- Helmut Käutner (1968)
- Mauricio Kagel (1970, 1971)
- Oliver Kalkofe (1996)
- Peter Keglevic (2002)
- Hape Kerkeling (1991)
- Heinar Kipphardt (1965)
- Marianne Koch (1976)
- Sebastian Koch (2002)
- Oliver Korittke (2000)
- Lars Kraume (2000)
- Nicolette Krebitz (1994, 1995)
- Peter Krieg (1981, 1983)
- Manfred Krug (1987, 1988)
- Hans-Joachim Kulenkampff (1985)
- Stefan Kurt (1997, 1999)
- Klaus Lemke (1979)
- Michael Lentz (1983, 1986)
- Jürgen von der Lippe (1994, 2007)
- Lyrikline.org (2005)[1]
- Klaus Löwitsch (1998)
- Peter Lustig (1980, 1982)
- Armin Maiwald (1988)
- Karl-Dieter Möller (1998)
- Tobias Moretti (1999, 2002)
- Armin Mueller-Stahl (2002)
- Günter Netzer (2000, zusammen mit Gerhard Delling)
- Christine Neubauer (1992, 1999)
- Jennifer Nitsch (1995)
- Leonie Ossowski (1973, 1980)
- Heinrich Pachl (1986)
- Peter Patzak (1985)
- Dieter Pfaff (1996)
- Jo Pestum
- Sissi Perlinger (1997)
- Michael Pfleghar (1975)
- Wolfgang Petersen (1978)
- Ulrich Plenzdorf (1995)
- Jindrich Polak (1981, 1993)
- Gerhard Polt (1981, 1983)
- Klaus Pönitz (1993)
- Ponkie (1991)
- Willy Purucker (1992)
- Will Quadflieg (1994)
- Leonhard Reinirkens (1967)
- Sophie Rois (2002)
- Gernot Roll (1982, 1985, 1993, 2000)
- Lea Rosh (1983, 1985)
- Jürgen Rühle  (1980)
- Udo Samel (1987)
- Otto Sander (1995)
- Hans-Christian Schmid (1998)
- Werner Schmidbauer (1984)
- Harald Schmidt (1992, 1997, 2002)
- Rolf Schübel (1970, 1972, 1986, 1990)
- Walter Sedlmayr (1973)
- Walter Sittler (1998)
- Eyal Sivan (2001)
- Oliver Stritzel (1996)
- Katharina Thalbach (1997)
- Lars von Trier (1996)
- Ulrich Tukur (2000)
- Thomas Valentin (1981)
- Dana Vávrová (1983)
- Bernhard Wicki (1988)
- Lida Winiewicz (1976)
- Rainer Wolffhardt (1968, 1992)
- Peter Zadek (1970, 1972)
- Helmut Zenker (1985)
- Dieter Zimmer (1988)
- Eduard Zimmermann (1967)